# Проклятие Аримана
«Проклятие Аримана» — тетралогия Евгения Малинина, написанная в жанре фэнтези.

## Книги
1. Ученик (первое издание: 2000)
2. Маг (2001)
3. Разделённый мир (2001)
4. Магистр (2001)

## Сюжет
В любом здоровом мире магия и технология должны развиваться рука об руку, в противном случае он погрязнет в нескончаемых кровопролитных войнах. Но случилось так, что два мира были прокляты злокозненной «половиной Закона природы» (той самой, которую зороастрийцы прозвали Ангра-Майнью), да таким хитрым образом, что способности к магии концентрируются в одном, а к технике — в другом (кстати, именно в нём мы и обитаем). Но если магические войны были вовремя прекращены другой половиной упомянутого Закона (надо сказать, весьма специфическим способом), то нашим соотечественникам остаётся полагаться только на себя, а последняя война, в пламени которой и погибнет наш мир, уже готова начаться. Единственный способ предотвратить это — до конца сыграть «Фугу для двух Клинков, двух Миров и одного Магистра», которая разрушит проклятие.

## Издания
Серия завоевала большую популярность у читателей и издавалась трижды в издательстве АСТ, дважды в четырёх томах (2000—2001, 2003—2004), затем в двух (2005).